# Jean-Baptiste van Silfhout
Jean-Baptiste van Silfhout (1902-1956) fue un deportista neerlandeses  que compitió en remo. Ganó tres medallas en el Campeonato Europeo de Remo, en los años 1924 y 1925.

## Palmarés internacional
| Campeonato Europeo | Campeonato Europeo     | Campeonato Europeo | Campeonato Europeo |
| Año                | Lugar                  | Medalla            | Prueba             |
| ------------------ | ---------------------- | ------------------ | ------------------ |
| 1924               | Lucerna (Suiza)        | Medalla de oro     | Cuatro con timonel |
| 1925               | Praga (Checoslovaquia) | Medalla de plata   | Dos sin timonel    |
| 1925               | Praga (Checoslovaquia) | Medalla de plata   | Cuatro sin timonel |